# Lepturomyia matilei
Lepturomyia matilei là một loài bọ cánh cứng trong họ Cerambycidae.